# Victime au choix
Victime au choix (Killer's Choice dans l'édition originale américaine) est un roman policier américain de Ed McBain, nom de plume de Salvatore Lombino, publié en 1957. C’est le cinquième roman de la série policière du 87e District.

## Résumé
En juin, Cotton Hawes, un flic provenant d'un quartier relativement calme et n'ayant que peu d'expérience dans les cas d'homicides, se joint à l'équipe du 87e District qui enquête justement sur l'assassinat d'une vendeuse dans un magasin d'alcools, une rousse nommée Annie Boone. Les détectives Bert Kling et Steve Carella, avec le nouveau venu Hawes, se mettent à la recherche de détails sur sa vie et découvrent qu'elle était divorcée et vivait, depuis cinq ans, avec sa fille Monica revenue habiter chez sa mère.
Peu après, une autre affaire s'ajoute à la tâche des policiers : un soir, le policier Roger Havilland est abattu. Les deux affaires seraient-elles liées ?
Annie Boone se révèle en effet une victime dont de nombreux suspects auraient eu plusieurs bonnes raisons de se débarrasser d'elle. Or, le seul moyen pour Carella et ses hommes de démasquer le tueur - qui peut être aussi celui de Havilland - c'est de savoir qui était réellement Annie Boone : avec qui son patron entretenait des relations intimes, dont la fille Monica fréquentait des milieux fort peu recommandables, que le policier Havilland connaissait personnellement depuis un certain temps... 

## Éditions
Édition originale en anglais
- (en) Ed McBain, Killer's Choice, New York, Simon and Schuster, 1957

Éditions françaises
- (fr) Ed McBain (auteur) et Louis Saurin (traducteur), Victime au choix [« Killer's Choice »], Paris, Presses de la Cité, coll. « Un mystère no 424 », 1958, 183 p. (BNF 32265348)
- (fr) Ed McBain (auteur) et Louis Saurin (traducteur) (trad. de l'anglais), Victime au choix [« Killer's Choice »], Paris, Presses de la Cité, coll. « Classiques du roman policier no 24 », 1982, 180 p. (ISBN 2-258-01067-5, BNF 34688435)
- (fr) Ed McBain (auteur) et Louis Saurin (traducteur) (trad. de l'anglais), Victime au choix [« Killer's Choice »], Paris, Christian Bourgois, coll. « 10/18. Grands détectives no 2236 », 1991, 191 p. (ISBN 2-264-01589-6, BNF 35484748)
- (fr) Ed McBain (auteur), Jacques Chabot (traducteur) et Raoul Amblard (traducteur), Victime au choix [« Killer's Choice »], Dans 87e District, volume 1, Paris, Éditions Omnibus, 1999, 972 p. (ISBN 2-258-05138-X, BNF 37176580)
  - Ce volume omnibus contient les romans Du balai !, Le Sonneur, Le Fourgue, Faites-moi confiance, Victime au choix, Crédit illimité et Souffler n'est pas tuer.

## Adaptation à la télévision
- 1962 : Killer's Choice, épisode 23, saison 1, de la série télévisée américaine 87th Precinct (TV series) (en), réalisé par Don Weis, avec Robert Lansing dans le rôle de Steve Carella

## Sources
- Jean Tulard, Dictionnaire du roman policier : 1841-2005. Auteurs, personnages, œuvres, thèmes, collections, éditeurs, Paris, Fayard, 2005, 768 p. (ISBN 978-2-915793-51-2, OCLC 62533410), p. 599 (Notice 87e District).